# Олімпік (Лілль)
«Олімпік Лілль» (фр. Olympique Lillois) — колишній французький футбольний клуб з міста Лілль, заснований в 1902 році. Переможець першого чемпіонату Франції, у 1944 році об'єднався з іншим клубом з Лілля «Фівом», в результаті чого був утворений «Лілль».

## Історія
«Олімпік Лілль» був заснований в 1902 році в місті Лілль як футбольний клуб. Пізніше він був перетворений у спортивний клуб, що охоплював провідні види спорту: футбол, баскетбол та хокей на траві. Команда виступала в червоно-білих кольорах. Прізвисько клубу  — «доги», яке перейшло в майбутньому «Ліллю».

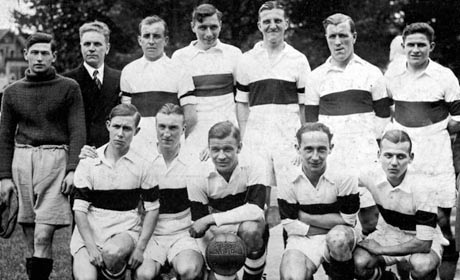
«Олімпік Лілль» у чемпіонському сезоні. 1933 рік.

У 1932 році команда отримала професійний статус і взяла участь у першому розіграші чемпіонату Франції з футболу. Перший матч на професійному рівні закінчився для «Олімпіка» нищівною поразкою з рахунком 0:7 від марсельського «Олімпіка». Це не відбилося на настрої команди, і вже у другому турі першості була здобута перша перемога - була обіграна команда «Расінг» з рахунком 4:1. Варто відзначити, що в цьому сезоні «Олімпік» був найбільш безкомпромісною командою, не зігравши внічию жодної гри.
«Олімпік» благополучно закінчив сезон на першому місці в своїй групі, і йому чекав фінальний матч за звання чемпіона проти клубу «Антіб», як переможця своєї групи. Однак трохи раніше їх запідозрили у хабарництві і вони були дискваліфіковані, їх місце зайняв футбольний клуб «Канн». Фінальний матч пройшов в атакуючому стилі, в якому більше досягли успіху футболісти «Олімпіка». Підсумковий рахунок зустрічі 4:3 на їхню користь.
Команда успішно брала участь в елітному дивізіоні протягом 7 років, аж до Другої світової війни.
В 1936 році вони могли повторити свій попередній успіх, але закінчили чемпіонат на другому місці, поступившись «Расінгу» всього у 3 очки.
У 1939 році «Олімпік» дійшов до фіналу Кубка Франції, в якому їм протистояв все той же «Расінг». Матч закінчився з рахунком 3:1 на користь «Расінга».
У 1944 році клуб був об'єднаний з іншим міським клубом  — «Фівом». Це знаменувало закінчення ери суперництва цих двох клубів, і в той же час, початок історії футбольного клубу «Лілль».

## Досягнення
- Чемпіонат Франції
  - Чемпіон: 1932/33
  - Віце-чемпіон: 1935/36
- Кубок Франції:
  - Фіналіст: 1938/39
- Чемпіонат USFSA
  - Чемпіон: 1914
- Чемпіонат USFSA Nord
  - Чемпіон: 1911, 1913, 1914
- Регіональна ліга Північ:
  - Чемпіон (4): 1921, 1922, 1929, 1931
- Кубок Пежо
  - Фіналіст: 1931